# Rain or Shine
Rain or Shine is een Amerikaanse dramafilm uit 1930 onder regie van Frank Capra.

## Verhaal
Een vrouw erft het rondtrekkende circus van haar vader. Ze zoekt de hulp van circusdirecteur Smiley, als de artiesten een stakingsactie tijdens een voorstelling beramen.

## Rolverdeling
| Acteur              | Personage           |
| ------------------- | ------------------- |
| Joe Cook            | Smiley Johnson      |
| Louise Fazenda      | Frankie             |
| Joan Peers          | Mary Rainey         |
| William Collier jr. | Bud Conway          |
| Tom Howard          | Amos K. Shrewsberry |
| Dave Chasen         | Dave                |
| Alan Roscoe         | Dalton              |
| Adolph Milar        | Foltz               |
| Clarence Muse       | Nero                |
| Nella Walker        | Mevrouw Conway      |
| Edward Martindel    | Mijnheer Conway     |
| Nora Lane           | Grace Conway        |
| Tyrell Davis        | Hugo Gwynne         |